# Brachythecium acutum
Brachythecium acutum är en bladmossart som beskrevs av Sullivant 1874. Brachythecium acutum ingår i släktet gräsmossor, och familjen Brachytheciaceae. Inga underarter finns listade i Catalogue of Life.